# Ruínas da antiga igreja de Tanauã
As ruínas da antiga igreja de Tanauã estão localizada na margem do lago de Talisai, na província de Batangas. São ruínas de uma estrutura de igreja que data do período colonial espanhol das Filipinas. É o local da primeira igreja de pedra de Tanauã, antes de toda a cidade se mudar para sua localização atual em 1754. Atualmente as ruínas estão dentro da propriedade do Club Balai Isabel Resort.

## História

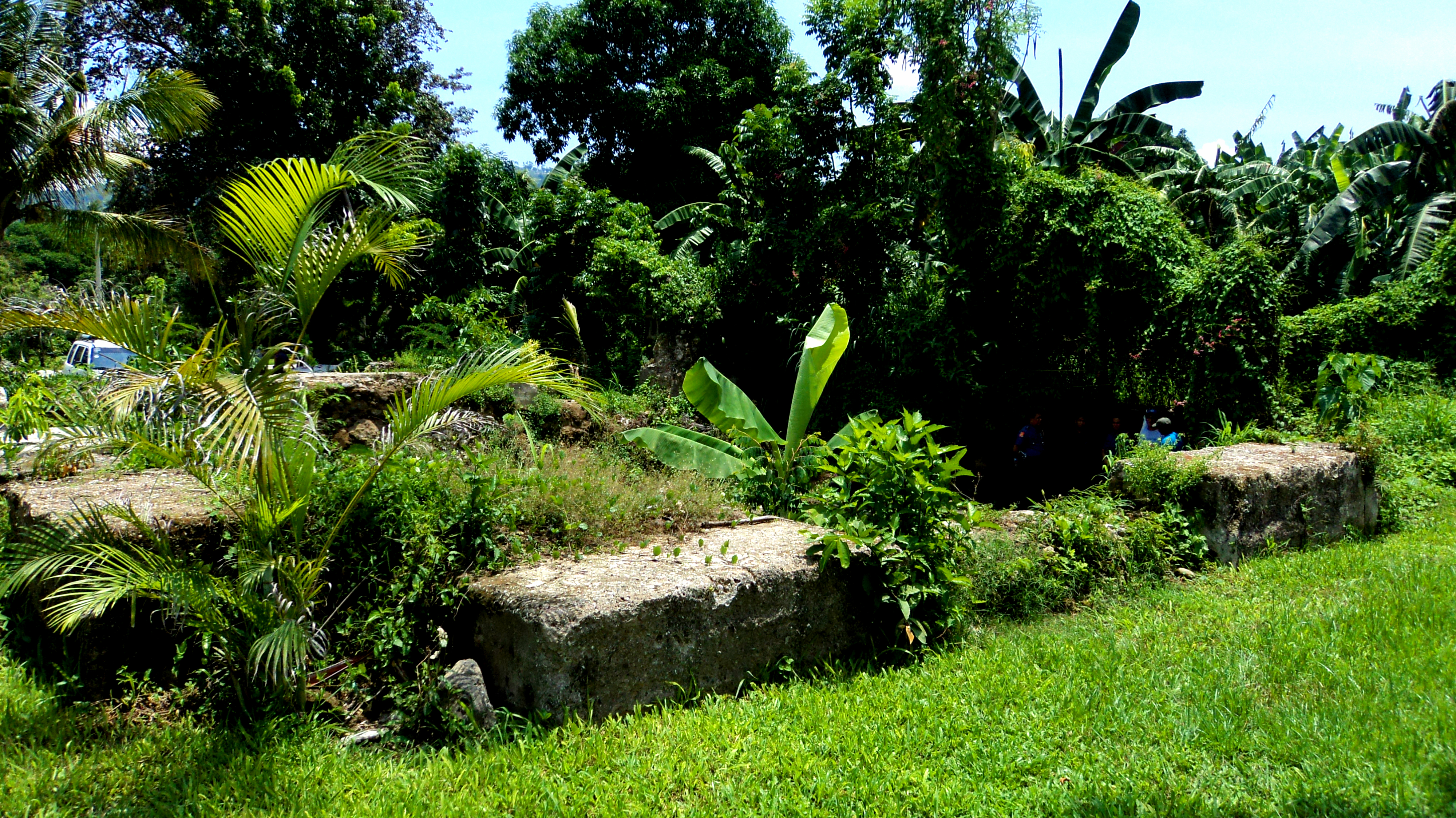
Ruínas da antiga igreja de Tanauã

Tanauã estava entre as primeiras cidades à beira do lago estabelecidas pelos missionários agostinianos (junto com Taal, Lipa, Bauã e Sala) em Batangas por volta do final do século XVI. Fundada em 1584, a cidade foi estabelecida na margem norte do Lago Taal (originalmente chamado Bonbon ) perto do sopé da Cordilheira de Tagaytay, que foi descrita por um padre espanhol Fray Juan de Medina como "uma colina realmente assustadora com mais de uma legua". Juntamente com a sua fundação estava a construção da igreja e do convento a partir de materiais de madeira. A igreja de madeira foi então substituída por uma estrutura de pedra por volta de 1732, como indicado em um documento histórico espanhol, que declara a isenção de Tanauã de pagar contribuições anuais para o mosteiro de San Agustin em Manila pelo fato do dinheiro estar sendo usado para a construção de sua igreja. No entanto, a igreja de pedra foi destruída devido à violenta erupção do vulcão Taal em 1754, que devastou as cidades ao redor do lago; incluindo Tanauã. Detritos vulcânicos criaram um bloqueio na foz do rio Pansipite, ao sul do lago Taal, fazendo com que o nível da água do lago subisse e submergisse as cidades costeiras do norte e do leste do lago. As águas da enchente em ascensão, juntamente com a série de terremotos que foram sentidos antes da erupção, levaram os habitantes de Tanauã a se mudarem para sua localização atual, abandonando sua cidade velha.

## Características estruturais
A parte visível das ruínas da igreja são principalmente as paredes onde dois tipos de materiais foram usados em sua construção. A maioria das paredes remanescentes era composta de blocos maciços de alvenaria de concreto feitos de cal, areia e principalmente conchas de moluscos-do- sol, um bivalve marinho. Telhas de barro foram usadas para preencher as lacunas ou revestimento entre esses blocos de parede. Outras partes das ruínas ainda têm os restos de um muro superior construído em diferentes conjuntos de materiais compostos de cal, areia, rochas vulcânicas e fragmentos de cerâmica de faiança e cerâmica. Esses materiais também foram encontrados em elementos de parede interna presos aos blocos maciços de alvenaria. Restos de estuque ou paleta ainda eram vistos na superfície da parede interna da estrutura, que servia como revestimento de gesso das paredes. Estruturas semelhantes a pequenos contrafortes também podem ser encontradas conectadas fora das paredes das ruínas, que eram feitas de pequenos blocos de adobe esculpidos. Argamassa (cal e areia) foi usada para cimentar esses blocos juntos.

## Investigação arqueológica das ruínas

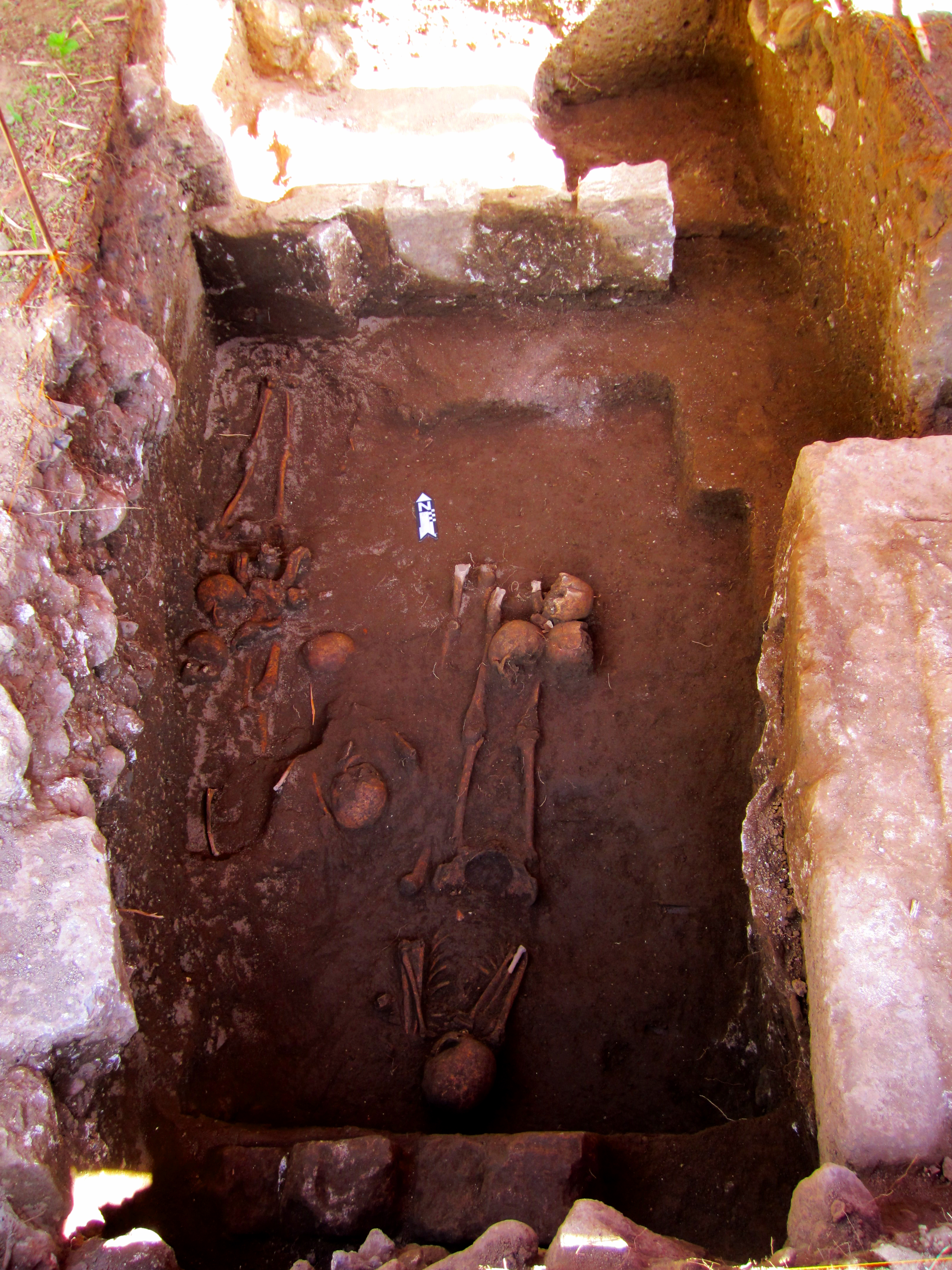
Enterros expostos a partir das escavações arqueológicas nas antigas ruínas de Tanauã

Em 2010, restos mortais humanos foram acidentalmente desenterrados durante as atividades de paisagismo do Club Balai Isabel Resort, que foi trazido à atenção do Museu Nacional das Filipinas. A avaliação inicial dos arqueólogos do Museu Nacional no local levou-os a conduzir uma investigação arqueológica. Em 2011, foram realizadas escavações sistemáticas nas ruínas ao redor da área onde os ossos humanos foram encontrados e ao lado de uma das paredes. As escavações revelaram evidências de colapsos de paredes maiores nos níveis estratigráficos superiores de trincheiras arqueológicas, que ocorreram por volta do século XIX e início do XX. Nas camadas inferiores das trincheiras, foram enterrados ossos humanos espalhados e dispersos de ossos humanos fragmentados, sugerindo a reutilização das ruínas da igreja como um cemitério, algum tempo depois da erupção de 1754. As estruturas de adobe e a fundação pedregosa das paredes também foram expostas durante a escavação, revelando mais da maçonaria das ruínas da igreja.